# Aleksandr Ditiatin

Aleksandr Ditiatin

Aleksander Nikolajevitj Ditiatin (Александр Николаевич Дитятин), född 7 augusti 1957 i Leningrad (S:t Petersburg), gymnast och trefaldig olympisk mästare. Han vann åtta medaljer under 1980 års olympiska sommarspel i Moskva. Han innehar fortfarande rekordet för flest medaljer under ett olympiskt spel. (Simmaren Michael Phelps tangerade rekordet i 2004 och 2008 års olympiska sommarspel.)
Ditiatin blev även världsmästare 1981 i barr och ringar